# Аналоги Сонця

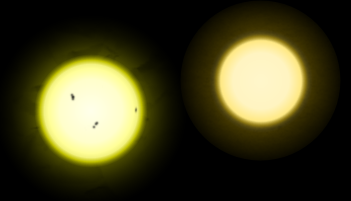
Порівняння Сонця і Тау Кита

Аналоги Сонця (Двійники Сонця) — категорія зір, які значною мірою схожі на Сонце. Сонце приймається за стандарт для визначення подібності інших зір. Дослідження саме цих зір важливе для кращого розуміння процесів, котрі відбуваються на самому Сонці, а також для ретельнішого пошуку життя на планетах чи супутниках навколо цих материнських зір.
Розрізняють три рівня подібності, по ієрархічній класифікації: 
- Зорі типу Сонця (англ. Solar-type star) включає всі зорі, подібні за масою та еволюційним станом.
  - Аналоги Сонця (англ. Solar analogs) — зорі, значно схожі на Сонце.
    - Двійники Сонця (англ. Solar twins) — практично ідентичні зорі.

## Критерії подібності
Станом на 2010-ті роки виділяють три головних критерії подібності:

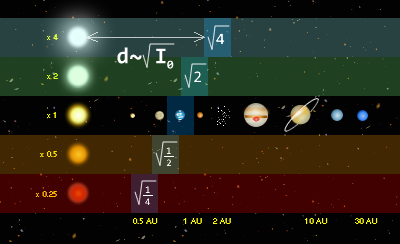
Відстань зони життя залежно від світності материнської зорі

- Світність — повна світність зорі (не плутати з видимою зоряною величиною). Визначає на якій відстані від материнської зорі на планетах або їх супутниках вода може перебувати в рідкому стані, так звана зона життя. Для помаранчевих карликів (спектрального типу K), які тьмяніші за Сонце, така зона простягається в межах 0.3—1.0 а. о. від зорі. Для ще тьмяніших зір відстані менші, але через припливні сили існування стабільних умов видається малоймовірним. [2]
- Колірна температура — розподіл енергії випромінювання на різних довжинах хвиль.
- Металічність — частка металів (елементів важчих за гелій) у складі зорі.

## Зорі типу Сонця
Зорі типу Сонця є найзагальнішою категорією подібних до Сонця зір. До цієї категорії відносять зорі, що перебувають на тому ж еволюційному етапі, що й Сонце, та схожі за масою (це один з головних параметрів, що визначає долю зорі). Відповідно ці зорі мають приблизно таку ж фізичну структуру що й Сонце, з зі значною конвективною зоною, проте вона має охоплювати не весь об'єм зорі (як це відбувається в M-карликів). 
| Назва           | Координати (Епоха J2000.0) | Координати (Епоха J2000.0) | Відстань (св. р.) | Спектр. клас | Температура (K) | Металічність (dex) | Прим. |
| Назва           | Пряме піднесення           | Схилення                   | Відстань (св. р.) | Спектр. клас | Температура (K) | Металічність (dex) | Прим. |
| --------------- | -------------------------- | -------------------------- | ----------------- | ------------ | --------------- | ------------------ | ----- |
| Епсилон Ерідана | 03г 32х 55.8с              | −09° 27′ 29.7″             | 10.5              | K2V          | 5,153           | −0.11              | [ 4 ] |
| Тау Кита        | 01г 44х 04.1с              | −15° 56′ 15″               | 11.9              | G8V          | 5,344           | –0.52              | [ 5 ] |
| 40 Ерідана A    | 04г 15х 16.3с              | −07° 39′ 10″               | 16.5              | K1V          | 5,126           | –0.31              | [ 5 ] |
| 82 Ерідана      | 03г 19х 55.7с              | −43° 04′ 11.2″             | 19.8              | G8V          | 5,338           | –0.54              | [ 6 ] |
| Дельта Павича   | 20г 08х 43.6с              | −66° 10′ 55″               | 19.9              | G8IV         | 5,604           | +0.33              | [ 4 ] |
| HR 7722         | 20г 15х 17.4с              | −27° 01′ 59″               | 28.8              | K2V          | 5,166           | −0.04              | [ 4 ] |
| Gliese 86 A     | 02г 10х 25.9с              | −50° 49′ 25″               | 35.2              | G9V          | 5,163           | −0.24              | [ 5 ] |
| 54 Риб          | 00г 39х 21.8с              | +21° 15′ 02″               | 36.1              | K0V          | 5,129           | +0.19              | [ 6 ] |
| V538 Візничого  | 05г 41х 20.3с              | +53° 28′ 51.8″             | 39.9              | K1V          | 5,257           | −0.20              | [ 6 ] |
| HD 14412        | 02г 18х 58.5с              | −25° 56′ 45″               | 41.3              | G5V          | 5,432           | −0.46              | [ 6 ] |
| HR 4587         | 12г 00х 44.3с              | −10° 26′ 45.7″             | 42.1              | G8IV         | 5,538           | 0.18               | [ 6 ] |
| HD 172051       | 18г 38х 53.4с              | −21° 03′ 07″               | 42.7              | G5V          | 5,610           | −0.32              | [ 6 ] |
| 72 Геркулеса    | 17г 20х 39.6с              | +32° 28′ 04″               | 46.9              | G0V          | 5,662           | −0.37              | [ 6 ] |
| HD 196761       | 20г 40х 11.8с              | −23° 46′ 26″               | 46.9              | G8V          | 5,415           | −0.31              | [ 4 ] |
| Ню² Вовка       | 15г 21х 48.1с              | −48° 19′ 03″               | 47.5              | G4V          | 5,664           | −0.34              | [ 4 ] |

## Аналоги Сонця
Аналоги Сонця є підкатегорією попередньої групи. До аналогів належать зорі зі значною подібністю до Сонця: 
- Температура може відрізнятися на ±500 K (в діапазоні ~5200—6300 K).
- Металічність відрізняється не більше, ніж удвічі (від 50% до 200% сонячного рівня).
- Зоря має перебувати на головній послідовності, тобто, у ній має відбуватися ядерне горіння Гідрогену .
- Не може мати зір-супутників на близькій відстані (із періодом обертання менше 10 діб). Перебування в такій тісній парі суттєво впливає на еволюцію зорі.

| Назва                 | Координати (Епоха J2000.0) | Координати (Епоха J2000.0) | Відстань (св. р.) | Спектр. клас | Температура (K) | Металічність (dex) | Прим.        |
| Назва                 | Пряме піднесення           | Схилення                   | Відстань (св. р.) | Спектр. клас | Температура (K) | Металічність (dex) | Прим.        |
| --------------------- | -------------------------- | -------------------------- | ----------------- | ------------ | --------------- | ------------------ | ------------ |
| Альфа Центавра A      | 14г 39х 36.5с              | −60° 50′ 02″               | 4.37              | G2V          | 5,847           | +0.24              | [ 7 ]        |
| Альфа Центавра B      | 14г 39х 35.0с              | −60° 50′ 14″               | 4.37              | K1V          | 5,316           | +0.25              | [ 7 ]        |
| 70 Змієносця A        | 18г 05х 27.3с              | +02° 30′ 00″               | 16.6              | K0V          | 5,314           | −0.02              | [ 8 ]        |
| Сигма Дракона         | 19г 32х 21.6с              | +69° 39′ 40″               | 18.8              | K0V          | 5,297           | −0.20              | [ 9 ]        |
| Ета Касіопеї A        | 00г 49х 06.3с              | +57° 48′ 55″               | 19.4              | G0V          | 5,941           | −0.17              | [ 10 ]       |
| 107 Риб               | 01г 42х 29.8с              | +20° 16′ 07″               | 24.4              | K1V          | 5,242           | −0.04              | [ 6 ] [ 11 ] |
| Бета Гончих Псів      | 12г 33х 44.5с              | +41° 21′ 27″               | 27.4              | G0V          | 5,930           | −0.30              | [ 6 ]        |
| 61 Діви               | 13г 18х 24.3с              | −18° 18′ 40″               | 27.8              | G5V          | 5,558           | −0.02              | [ 4 ]        |
| Дзета Тукана          | 00г 20х 04.3с              | –64° 52′ 29″               | 28.0              | F9.5V        | 5,956           | −0.14              | [ 5 ]        |
| Хі¹ Оріона A          | 05г 54х 23.0с              | +20° 16′ 34″               | 28.3              | G0V          | 5,902           | −0.16              | [ 6 ]        |
| Бета Волосся Вероніки | 13г 11х 52.4с              | +27° 52′ 41″               | 29.8              | G0V          | 5,970           | −0.06              | [ 6 ]        |
| HR 4523 A             | 11г 46х 31.1с              | –40° 30′ 01″               | 30.1              | G5V          | 5,629           | −0.29              | [ 4 ]        |
| 61 Великої Ведмедиці  | 11г 41х 03.0с              | +34° 12′ 06″               | 31.1              | G8V          | 5,483           | −0.12              | [ 6 ]        |
| HR 4458 A             | 11г 34х 29.5с              | –32° 49′ 53″               | 31.1              | K0V          | 5,629           | −0.29              | [ 4 ]        |
| HR 511                | 01г 47х 44.8с              | +63° 51′ 09″               | 32.8              | K0V          | 5,333           | +0.05              | [ 6 ]        |
| Альфа Столової Гори   | 06г 10х 14.5с              | –74° 45′ 11″               | 33.1              | G5V          | 5,594           | +0.10              | [ 5 ]        |
| Дзета¹ Сітки          | 03г 17х 46.2с              | −62° 34′ 31″               | 39.5              | G3–5V        | 5,733           | −0.22              | [ 5 ]        |
| Дзета² Сітки          | 03г 18х 12.8с              | −62° 30′ 23″               | 39.5              | G2V          | 5,843           | −0.23              | [ 5 ]        |
| 55 Рака               | 08г 52х 35.81с             | +28° 19′ 51″               | 40.3              | G8V          | 5,235           | +0.25              | [ 10 ]       |
| HD 69830              | 08г 18х 23.9с              | −12° 37′ 56″               | 40.6              | K0V          | 5,410           | −0.03              | [ 5 ]        |
| HD 10307              | 01г 41х 47.1с              | +42° 36′ 48″               | 41.2              | G1.5V        | 5,848           | −0.05              | [ 6 ]        |
| HD 147513             | 16г 24х 01.3с              | −39° 11′ 35″               | 42.0              | G1V          | 5,858           | +0.03              | [ 4 ]        |
| 58 Ерідана            | 04г 47х 36.3с              | −16° 56′ 04″               | 43.3              | G3V          | 5,868           | +0.02              | [ 5 ]        |
| Іпсилон Андромеди A   | 01г 36х 47.8с              | +41° 24′ 20″               | 44.0              | F8V          | 6,212           | +0.13              | [ 5 ]        |
| HD 211415 A           | 22г 18х 15.6с              | –53° 37′ 37″               | 44.4              | G1–3V        | 5,890           | −0.17              | [ 5 ]        |
| 47 Великої Ведмедиці  | 10г 59х 28.0с              | +40° 25′ 49″               | 45.9              | G1V          | 5,954           | +0.06              | [ 5 ]        |
| Альфа Печі A          | 03г 12х 04.3с              | −28° 59′ 21″               | 46.0              | F6V          | 6,275           | −0.19              | [ 5 ]        |
| Псі Змії A            | 15г 44х 01.8с              | +02° 30′ 55″               | 47.9              | G5V          | 5,636           | −0.03              | [ 6 ]        |
| HD 84117              | 09г 42х 14.4с              | –23° 54′ 56″               | 48.5              | F8V          | 6,167           | −0.03              | [ 5 ]        |
| HD 4391               | 00г 45х 45.6с              | –47° 33′ 07″               | 48.6              | G3V          | 5,878           | −0.03              | [ 5 ]        |
| 20 Малого Лева        | 10г 01х 00.7с              | +31° 55′ 25″               | 49.1              | G3V          | 5,741           | +0.20              | [ 6 ]        |
| Ню Фенікса            | 01г 15х 11.1с              | –45° 31′ 54″               | 49.3              | F8V          | 6,140           | +0.18              | [ 5 ]        |
| 51 Пегаса             | 22г 57х 28.0с              | +20° 46′ 08″               | 50.9              | G2.5IVa      | 5,804           | +0.20              | [ 5 ]        |

## Двійники Сонця
Двійники Сонця мають бути настільки подібними до Сонця, наскільки це взагалі можливо уявити: 
- Температура може відхилятися лише на ±10 K (деякі дослідники припускають відхилення ±50 K).
- Металічність може різнитися лише на ±12% (±0.05 dex)
- Вік зорі може відрізнятися від сонячного в межах 1  мільярда років.
- Зоря має бути окремою (у неї не має бути зір-супутників). Багато зір входять до кратних систем, проте оскільки Сонце — окрема зоря, то цей критерій було додано.

| Назва        | Координати (Епоха J2000.0) | Координати (Епоха J2000.0) | Відстань (св. р.) | Спектр. клас | Температура (K) | Металічність (dex) | Вік (млрд. р.) | Прим.         |
| Назва        | Пряме піднесення           | Схилення                   | Відстань (св. р.) | Спектр. клас | Температура (K) | Металічність (dex) | Вік (млрд. р.) | Прим.         |
| ------------ | -------------------------- | -------------------------- | ----------------- | ------------ | --------------- | ------------------ | -------------- | ------------- |
| Сонце        | —                          | —                          | 0.00              | G2V          | 5,778           | +0.00              | 4.6            | [ 12 ]        |
| 18 Скорпіона | 16г 15х 37.3с              | –08° 22′ 06″               | 45.1              | G2Va         | 5,790           | −0.03              | 5.0            | [ 13 ] [ 14 ] |
| HD 9986      | 01г 37х 40.9с              | +12° 04′ 42″               | 84                | G2V          | 5,785           | +0.09              | 3.4            | [ 14 ]        |
| HD 150248    | 16г 41х 49.8с              | –45° 22′ 07″               | 88                | G2           | 5,750           | −0.04              | 6.2            | [ 14 ]        |
| HD 164595    | 18г 00х 38.9с              | +29° 34′ 19″               | 91                | G2           | 5,810           | −0.04              | 4.5            | [ 14 ]        |
| HD 195034    | 20г 28х 11.8с              | +22° 07′ 44″               | 92                | G5           | 5,760           | −0.04              | 2.9            | [ 15 ]        |
| HD 117939    | 13г 34х 32.6с              | –38° 54′ 26″               | 98                | G3           | 5,730           | −0.10              | 6.1            | [ 14 ]        |
| HD 138573    | 15г 32х 43.7с              | +10° 58′ 06″               | 101               | G5IV-V       | 5,760           | +0.00              | 5.6            | [ 14 ] [ 16 ] |
| HD 71334     | 08г 25х 49.5с              | −29° 55′ 50″               | 124               | G2           | 5,770           | −0.06              | 5.1            | [ 14 ]        |
| HD 98649     | 11г 20х 51.769с            | –23° 13′ 02″               | 137               | G3           | 5,770           | −0.02              | 4.7            | [ 14 ]        |
| HD 134664    | 15г 12х 10.4с              | –30° 53′ 11″               | 140               | G3           | 5,810           | +0.13              | 2.6            | [ 14 ]        |
| HD 143436    | 16г 00х 18.8с              | +00° 08′ 13″               | 141               | G0           | 5,768           | +0.00              | 3.8            | [ 16 ]        |
| HD 129357    | 14г 41х 22.4с              | +29° 03′ 32″               | 154               | G2V          | 5,749           | −0.02              | 8.2            | [ 16 ]        |
| HD 118598    | 13г 38х 13.7с              | −23° 41′ 20″               | 160               | G2           | 5,800           | +0.02              | 4.3            | [ 14 ]        |
| HD 133600    | 15г 05х 13.2с              | +06° 17′ 24″               | 171               | G0           | 5,808           | +0.02              | 6.3            | [ 13 ]        |
| HD 115382    | 13г 16х 48.4с              | +12° 24′ 56″               | 176               | G1           | 5,780           | −0.08              | 6.1            | [ 14 ]        |
| HIP 11915    | 02г 33х 49.02с             | –19° 36′ 42.5″             | 190               | G5V          | 5,760           | -0.059             | 4.0            | ----          |
| HD 101364    | 11г 40х 28.5с              | +69° 00′ 31″               | 208               | G5V          | 5,795           | +0.02              | 3.5            | [ 13 ] [ 17 ] |
| BD +15 3364  | 18г 07х 18.6с              | +15° 56′ 46″               | 209               | G2           | 5,785           | 0.07               | 3.8            | [ 14 ]        |
| HD 197027    | 20г 41х 54.6с              | –27° 12′ 57″               | 250               | G3V          | 5,723           | −0.013             | 8.2            | [ 18 ]        |
| YBP 1194     | 08г 51х 00.8с              | +11° 48′ 53″               | 2934              | G5V          | 5,780           | +0.023             | 4.2            | [ 19 ]        |

## Дивись також
- Зона, придатна для життя
- Індекс подібності Землі
- Двійник Землі